# Gazi
Gazi (en griego, Γάζι) es una localidad y una unidad municipal de Grecia ubicada en la isla de Creta. Pertenece a la unidad periférica de Heraclión y al municipio de Malevizi. En el año 2011 la localidad contaba con una población de 12 606 habitantes y la unidad municipal tenía 19 221.

## Arqueología

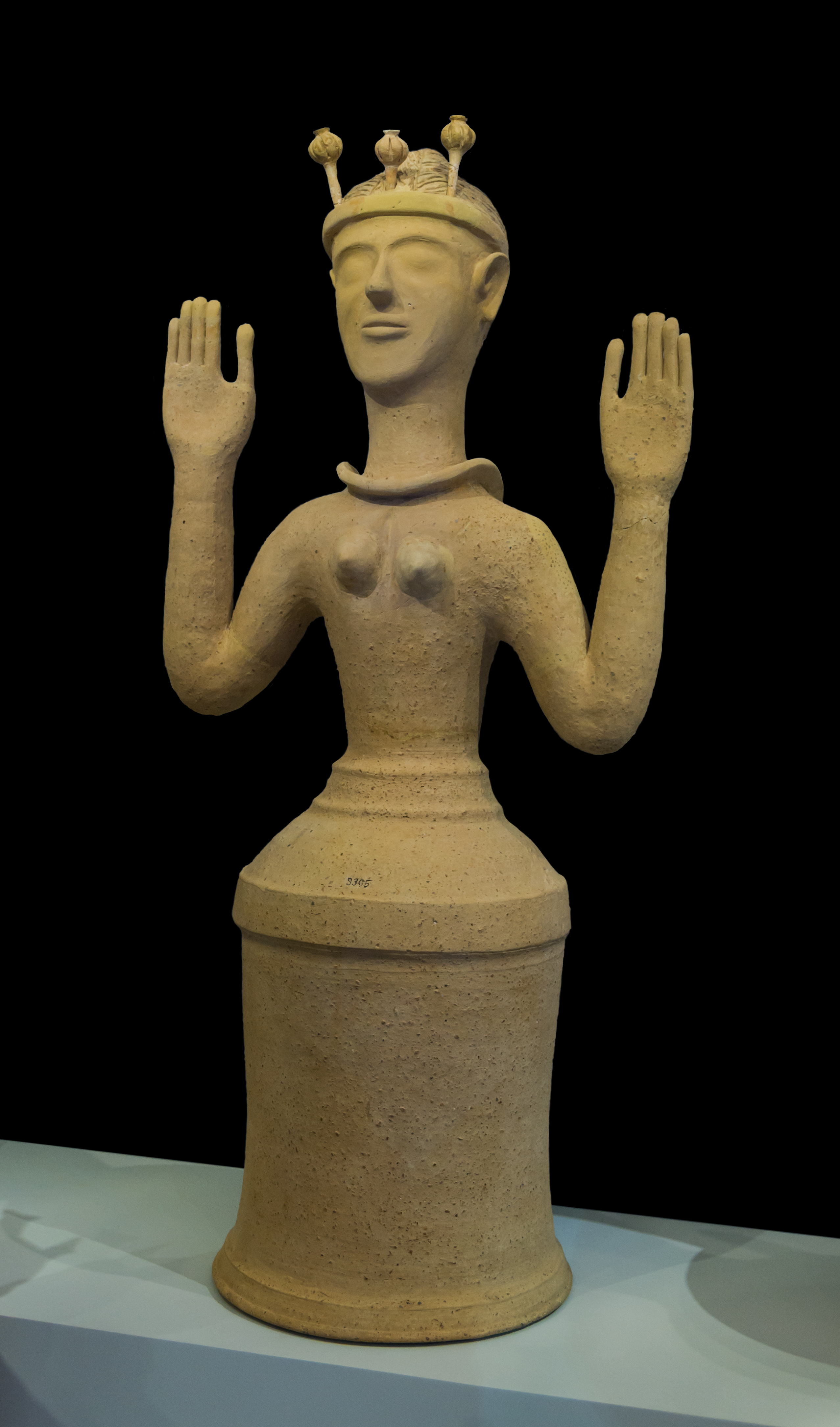
Figurilla minoica hallada en Gazi, Museo Arqueológico de Heraclión.

En esta localidad se han hallado restos de un edificio minoico que probablemente tuviera función de santuario y que estuvo en uso en el periodo minoico tardío. El edificio constaba únicamente de una habitación, aunque es posible que formara parte de otro edificio de mayores dimensiones. 
En él se han hallado diversos objetos directamente sobre el pavimento, entre los que figura una mesa de ofrendas de terracota, dos «vasos de las serpientes» y varios recipientes, pero sobre todo destacan varias figurillas femeninas con faldas cilíndricas y brazos levantados en postura ritual y también una estalagmita que se ha relacionado con hallazgos del área de culto de Cnosos.